# Steve Gaines
Steven Earl "Steve" Gaines (Seneca, Missouri, 14 de setembre de 1949 − Gillsburg, Mississipi, 20 d'octubre de 1977) fou un músic estatunidenc, bàsicament conegut com a guitarrista i compositor de la banda de southern rock Lynyrd Skynyrd. La seva germana gran Cassie Gaines també formà part del grup.
Gaines va néixer a Seneca, Missouri, però va créixer a Miami, Oklahoma. Va començar a tocar la guitarra després de veure tocar els The Beatles en un concert quan era adolescent. Durant aquesta etapa va tocar en diversos grups com The Ravens, ILMO Smokehouse, Rusty Day, Detroit i Crawdad, amb els quals va enregistrar algunes cançons.
Al desembre de 1975, la seva germana Cassie va entrar a formar part del grup Lynyrd Skynyrd, concretament en el grup de cantants femenines d'acompanyament anomenades The Honkettes. Durant aquesta època, el grup estava buscant un guitarrista per substituir la baixa d'Ed King i Cassie va recomanar el seu germà. Després d'un període de proves, la banda va permetre a Steve Gaines participar en un concert el maig de 1976. La seva actuació fou interessant pel grup, així que va participar en un parell de concerts més i el van convidar a participar en la gravació de l'àlbum en directe One More From The Road. Les seves habilitats en la guitarra i en la composició de cançons van sorprendre satisfactòriament la resta de membres del grup i van decidir incloure'l en la preparació del següent treball d'estudi, Street Survivors (1977). Ronnie Van Zant estigué meravellat de la nova incorporació i ràpidament van compartir la composició d'algunes cançons i també cantar conjuntament.
El 20 d'octubre de 1997, tres dies després de la publicació de Street Survivors, l'avió on viatjava el grup per realitzar una petita gira per promocionar l'àlbum es va estavellar a la localitat de Gillsburg, Mississipi. Gaines, amb 28 anys, fou una de les víctimes mortals de l'impacte junt a Van Zant, la seva germana Cassie, l'assistent Dean Kilpatrick i els dos pilots de l'avió. Fou incinerat i enterrat a Orange Park, Florida, però posteriorment fou traslladat a un altre lloc no revelat després que uns vàndals destrossessin la seva tomba i la de Van Zant el 29 de juny de 2000. El seu mausoleu continua al mateix lloc perquè els seguidors puguin visitar-lo.
La seva mare va morir dos anys després de l'accident d'avió a causa d'un accident automobilístic prop del cementiri on estaven enterrats Cassie i Steve, i fou enterrada prop seu.
Steve Gaines és el tema principal de la cançó "Cassie's Brother" composta pel grup Drive-By Truckers l'any 2001.